# Henryk Niewiadomski (chemik)
Henryk Niewiadomski (ur. 22 lipca 1905 w Brzeżanach, zm. 29 maja 1992 w Sopocie) – polski profesor nauk chemicznych, specjalista z chemii i technologii tłuszczów.
Absolwent Gimnazjum Państwowego w Zakopanem w 1923. Studia wyższe ukończył w 1927 na Wydziale Chemicznym Politechniki Lwowskiej, uzyskując tytuł zawodowy inżyniera chemika. W 1927-1947 pracował kolejno w Kopalni Soli Potasowych w Kałuszu jako chemik zmianowy (1927-1930), w Krochmalni Ziemniaczanej „Lubań” w Toruniu jako kierownik laboratorium (1930-1931), w Krochmalni Ryżowej w Zakładach Przemysłowo-Handlowych „Polska Chiozza” w Tczewie jako kierownik-doradca techniczny, potem jako dyrektor (1931-1939; 1945-1947), w Zrzeszeniu Producentów Spirytusu w Krakowie jako zbieracz ziół leczniczych, doradca techniczny (1939-1945).
Od 1945 mieszkał w Sopocie, pracując w Ministerstwie Aprowizacji i Handlu – przedstawiciel ministerstwa do spraw UNRRA, będąc dyrektorem technicznym: w 1945 Fabryki Przemysłu Tłuszczowego „Amada” w Gdańsku, wówczas odbudował przemysł tłuszczowy w Gdańsku, Gdyni i Nowym Dworze Gdańskim, Portowych Zakładów Przemysłu Olejarskiego i Tłuszczowego (1946-1949). W 1946 został doradcą technicznym w Centralnym Zarządzie Przemysłu Tłuszczowego.
W latach 1947–1975 pracował na Politechnice Gdańskiej, pełniąc funkcje: prorektora do spraw nauki (1952-1954 i 1960-1966); prodziekana Wydziału Chemicznego (1951-1952), kierownika Katedry Technologii Tłuszczów (1949-1951), kierownika Katedry Chemii i Technologii Tłuszczów (1951-1975) i dyrektora Instytutu Chemii i Technologii Organicznej i Żywnościowej, Zakładu Chemii i Technologii Tłuszczów (1969-1975).
Stopień doktora otrzymał w 1935 na Wydziale Chemicznym Politechniki Lwowskiej, w 1949 został powołany na stanowisko zastępcy profesora na Politechnice Gdańskiej, w 1954 – na stanowisko docenta. Tytuł profesora nadzwyczajnego otrzymał w 1958, a tytuł profesora zwyczajnego w 1964. 
Opublikował 215 prac za zakresu technologii tłuszczów, w tym 5 książek. Wypromował 13 doktorów. Był autorem lub współautorem wdrożeń, m.in. w jego zespole skonstruowano pierwszy w Polsce chromatograf gazowy o wysokiej czułości.
Pełnił funkcję przewodniczącego lub wiceprzewodniczącego Rady Naukowej Instytutu Przemysłu Tłuszczowego (1954-1975), Instytutu Przemysłu Tłuszczowego i Mięsnego (1975-1984), Rady Naukowej przy Ministerstwie Przemysłu Spożywczego i Skupu (1957-1981).
Stworzył szkołę naukową chemii i technologii tłuszczów, będąc pionierem na skalę europejską badania: oleju rzepakowego i zastosowania w procesie technologicznym, steroli, prac nad biosyntezą tłuszczów. Był członkiem wielu organizacji naukowych w kraju i zagranicą m.in. przewodniczącym: Komitetu Technologii i Chemii Żywności PAN, International Society for Fat Research (prezes – 1960-1961), American Oil Chemist´s Society (korespondent na Polskę – 1970-1975), Gdańskiego Towarzystwa Naukowego. Otrzymał honorowe członkostwo Komitetu Technologii i Chemii Żywności PAN (1976).

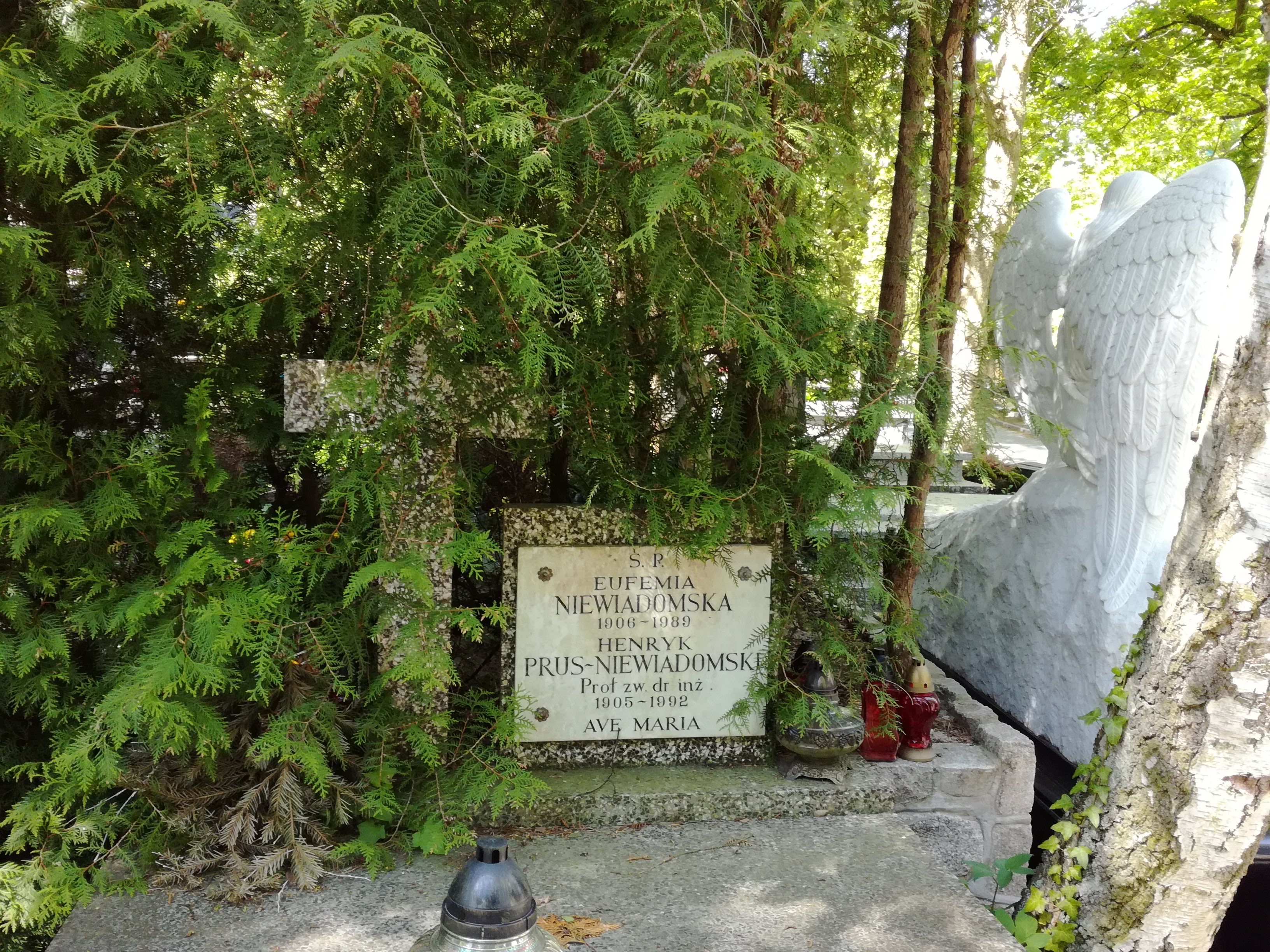
Grób prof. Henryka Niewiadomskiego na cmentarzu katolickim w Sopocie

Henryk Niewiadomski został pochowany na cmentarzu katolickim w Sopocie (kw. B4-J-1).

## Ordery i odznaczenia
- Krzyż Kawalerski Orderu Odrodzenia Polski (1956)
- Krzyż Oficerski Orderu Odrodzenia Polski (1964)
- Medal Chevreula (1967)
- Order Sztandaru Pracy II klasy (1972)
- Order Sztandaru Pracy I klasy (1984)
- Medal Mikołaja Kopernika PAN (1985)
- Nagroda I stopnia ministra szkolnictwa wyższego za kształcenie kadry (1964)
- Nagroda I stopnia ministra szkolnictwa wyższego za osiągnięcia w badaniach naukowych (1970)